# فلاديمير كازاكوف (لاعب كرة قدم)
فلاديمير كازاكوف (22 يونيو 1950 في روسيا - 8 أبريل 2001 في روسيا) هو لاعب كرة قدم (وحمل سابقاً جنسية الاتحاد السوفيتي) في مركزي الوسط والهجوم. لعب مع سبارتاك موسكو.